# ليونيل غالان
ليونيل غالان (بالفرنسية: Lionel Galand)‏ (11 مايو 1920 - 28 أكتوبر 2017) هو لساني فرنسي، كرّس جزءا هاما من حياته لدراسة اللغات الأمازيغية وتدريسها .

## مسيرته
وُلد ليونيل غالان في بلدية ألوز ‏ بإقليم سون ولوار، هو طالب سابق في المدرسة العليا للأساتذة (فوج 1941)، وعضو سابق في المدرسة الفرنسية في روما ‏.
شغل منصب أستاذ للأمازيغية في معهد اللغات والحضارات الشرقية بباريس بالرباط، في الفترة من 1956 إلى 1977، خلفا لأندريه بسيه الذي كان قد شغل المنصب من 1941 إلى 1956. كان حتى عام 1989 مدير الدراسات (رئيس القسم الليبي والأمازيغي) في المدرسة التطبيقية للدراسات العليا (باريس) (القسم الرابع، العلوم التاريخية)، ومراسلًا لمعهد فرنسا (أكاديمية النقوش والآداب). ركز بحثه بشكل أساسي على القواعد المقارنة للغات الأمازيغية، كما عمل على فك رموز الأبجديات الليبية، بالإضافة إلى العديد من الدراسات حول قصائد الطوارق التي جمعها شارل دو فوكو.
توفي في 28 أكتوبر 2017 عن عمر يناهز 97 عامًا.